# Chiesa di San Giacomo Apostolo (Milazzo)
La chiesa di San Giacomo Apostolo detto Il Maggiore è un luogo di culto ubicato sulla Marina Garibaldi, con accesso secondario dalla via Giacomo Medici nel centro storico della città di Milazzo. Appartenente all'arcidiocesi di Messina-Lipari-Santa Lucia del Mela, vicariato di Milazzo sotto il patrocinio di San Francesco di Paola, arcipretura di Milazzo, parrocchia di Santo stefano Protomartire.

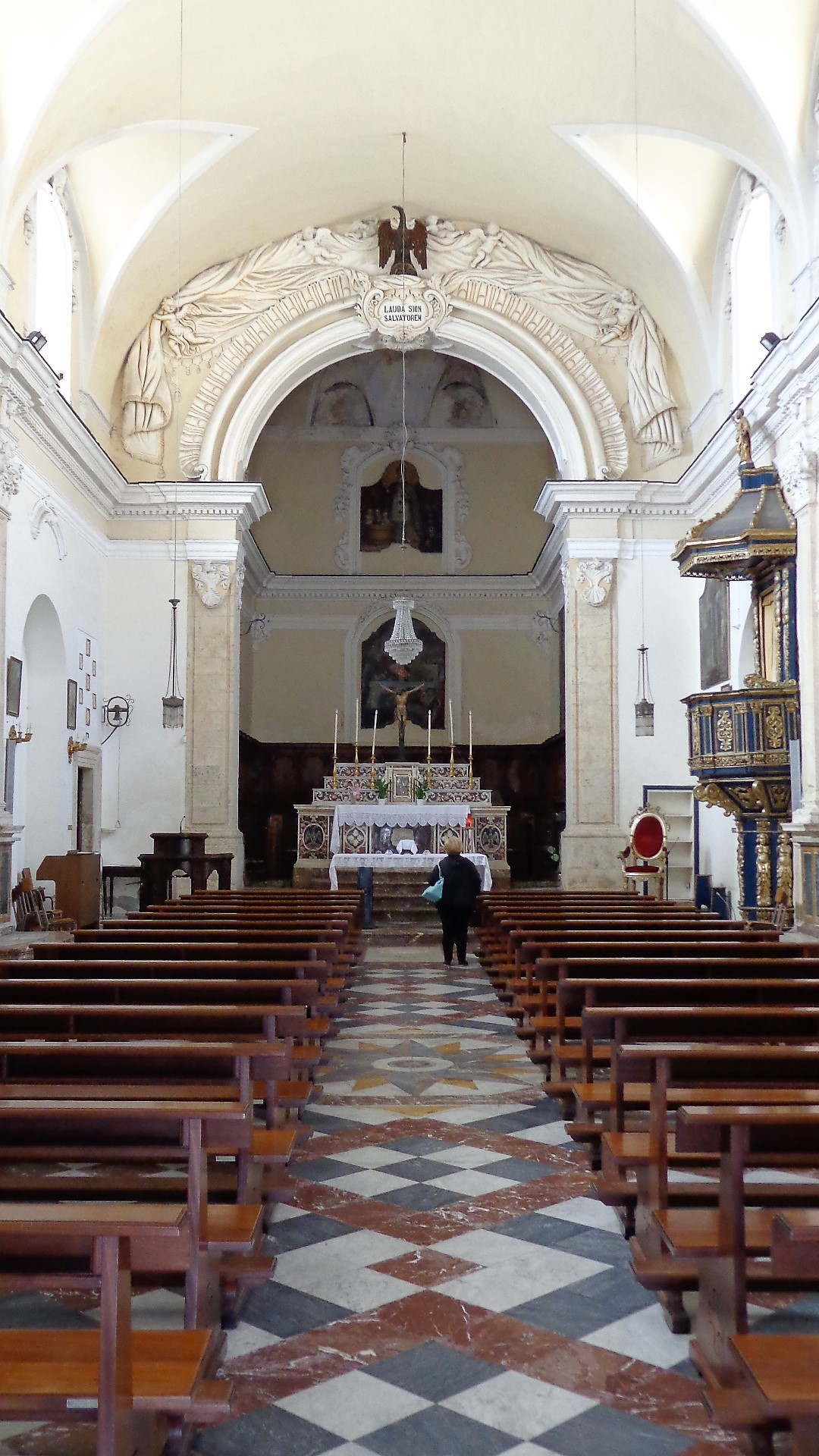
Navata

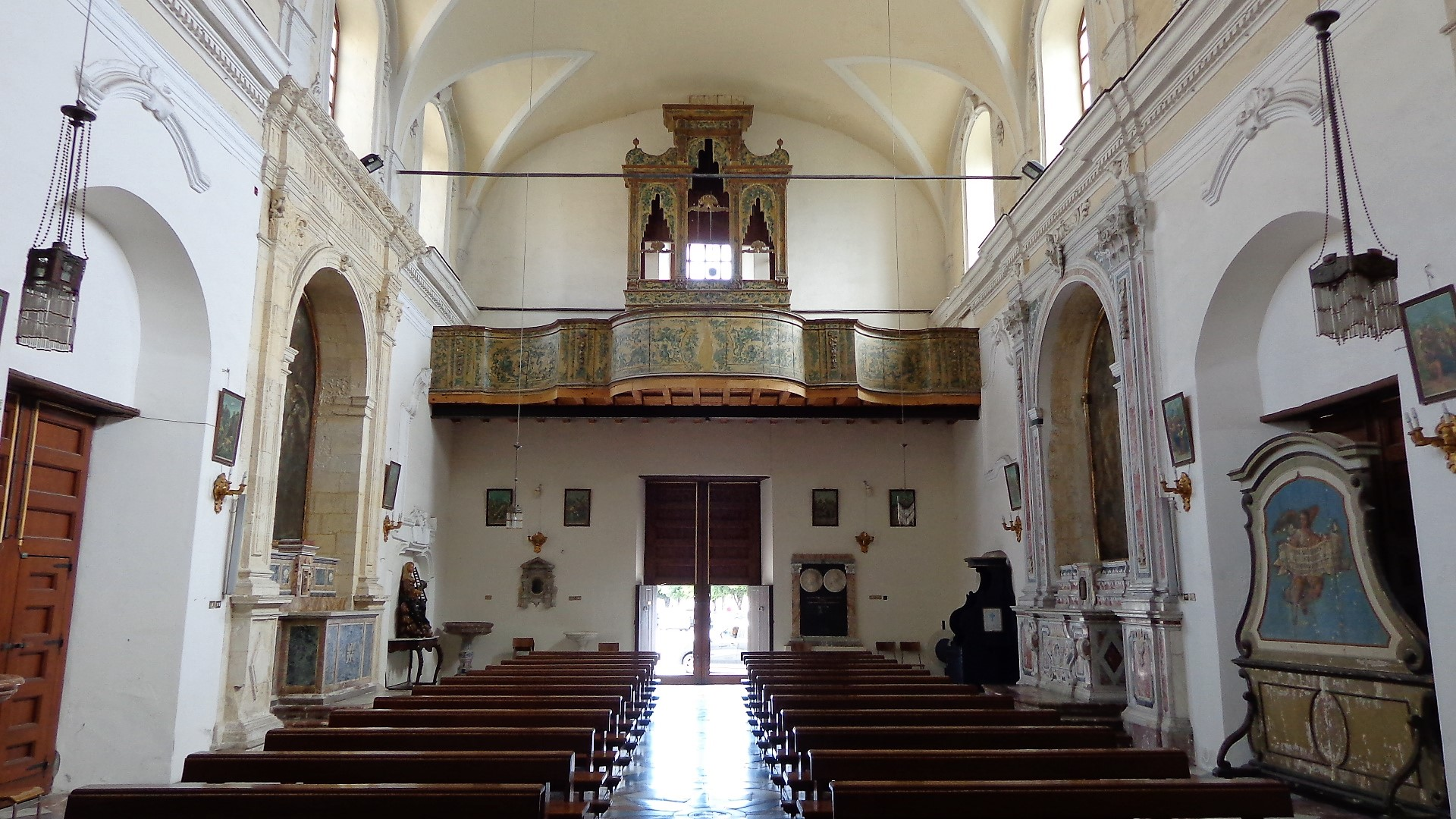
Controfacciata

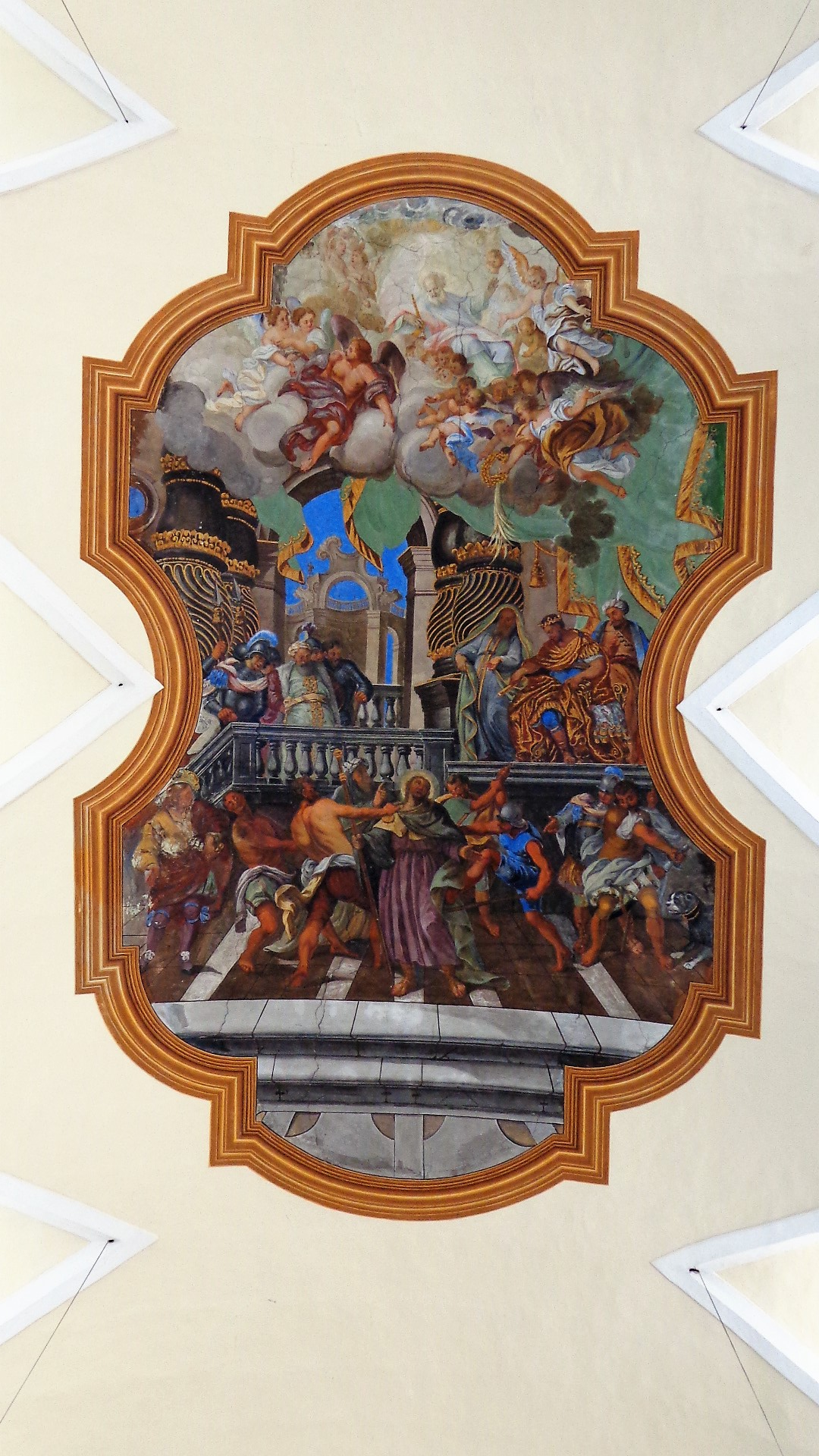
Affresco

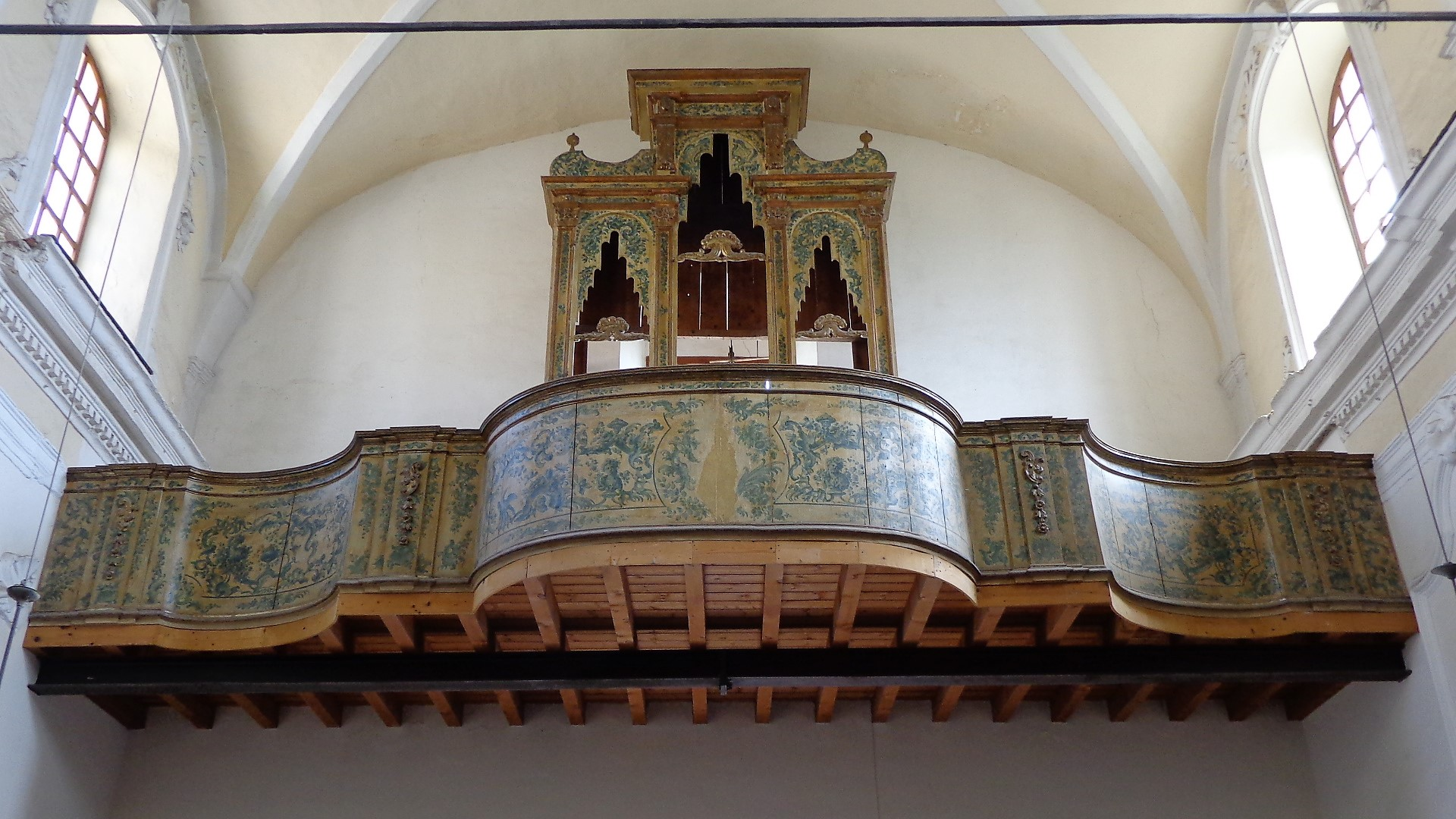
Cantoria

## Storia
Riferisce lo storico cappuccino Francesco Perdichizzi nella sua opera "Milazzo Sacro": "La chiesa dedicata a San Giacomo apostolo fu dalli saraceni demolita, a tempo poi del re Alfonso, essendo la città stata travagliata con lungo e stretto assedio da Luigi d'Angiò, implorò l'aiuto divino per mezzo dei meriti dell'Apostolo, e ricevuta la libertà, in ricompensa del ricevuto beneficio fu dall'Università riedificata la Chiesa sotto gli auspici del medesimo santo ...".

### Epoca bizantina
Edificio, la cui erezione non è documentata da fonti certe in epoca bizantina.

### Epoca araba
La distruzione in epoca araba presuppone la costruzione della chiesa in epoca immediatamente precedente, infatti, con molta difficoltà sotto il dominio saraceno sarebbe stato possibile erigere nuovi luoghi di culto, in particolar modo cristiani.

### Epoca normanno - svevo - aragonese
Nel 1326 durante i lunghi dissidi verificatisi nel contesto dei Vespri siciliani contro Ruperto re di Napoli, Federico III di Sicilia cinse d'assedio la città piazzando le linee difensive nelle immediate adiacenze dell'area ove sorgeva il primitivo tempio di San Giacomo.
Per motivi strategici il sovrano Federico effettua il taglio dell'istmo, costituito dai depositi alluvionali dei torrenti adiacenti, ripristinando di fatto l'insularità della lingua di terra compresa fra le alture del Borgo, monte Trino e Capo Milazzo.
Nel 1337, in epoca aragonese alla morte del massimo esponente della dinastia, gran parte della città bassa si estendeva sull'istmo collegata alla terraferma da ponti levatoi, i cronisti concordano sui quartieri che si sviluppavano dal baluardo di San Papino ad occidente, a quello di San Gennaro sulla costa a levante.
Per alterne vicende determinate dalla fazione latina e fazione catalana, le continue ribellioni dei baroni - marcatamente filo angioini per la pretesa continuità di un trono di stirpe latina - Milazzo ricadde sotto l'egemonia di Roberto di Napoli nel 1341.
La nuova chiesa dedicata a San Giacomo fu costruita tra il 1432 e il 1434 da Alfonso V d'Aragona come voto di ringraziamento per l'avvenuta cacciata angioina. Lo storico Catanzaro concorda sulla distruzione saracena e sulla ricostruzione del 1432, post assedio angioino, non conferma per mancanza di fonti certe le origini bizantine del tempio.

### Epoca spagnola
Il tempio fu chiesa madre della città sino al 1616, quando venne inaugurato il Duomo, costruito all'interno della Città Murata. Elevato a parrocchia nel 1607, subì un primo intervento di restauro nel 1621.
Nel 1625 - 1626 furono stabilite delle imposte per il finanziamento del luogo di culto insieme ad altri poli monumentali.
Nel 1662 il Catanzaro riferisce del ritrovamento della lapide di dedicazione. All'interno sono documentati i testi di numerose epigrafi e iscrizioni funerarie.

### Epoca garibaldina
L'altare in tarsie marmoree del presbiterio è proveniente dall'antico duomo di Santo Stefano, manufatto smantellato in seguito alla sconsacrazione del principale luogo di culto avvenuta durante gli eventi borbonico - garibaldini culminati con le vicende del 1860.

### Epoca contemporanea
Il 25 luglio 1943, un foro segnato da un cerchio e la data, ricordano l'incolumità del tempio nel corso dei bombardamenti anglo - americani del secondo conflitto mondiale quando un ordigno sfondò il tetto e cadde inesploso ai piedi della statua di Santo Stefano Protomartire.
Aperta durante le cerimonie o per eventi culturali. Accanto all'ingresso laterale della chiesa posto sulla via Medici, i resti di quella che fu la chiesa delle Anime del Purgatorio del 1660, tempio innalzato dalla famiglia Proto.

## Facciata
Due cantonali e paraste in conci di pietra viva delimitano la semplice facciata fino al timpano con orologio inscritto e stucchi. Sul vertice chiudono la prospettiva delle volute e la croce apicale.
Al centro il portale del 1712, costituito da plinti e colonne a sostegno di un architrave con iscrizione marmorea al centro. Ai lati sono presenti delle volute marmoree, due volute a ricciolo e candelabra simulano un timpano che reca nella parte mediana una nicchia riccamente decorata, nella quale è inserita la statuetta raffigurante San Giacomo risalente al XV secolo.
Il portale laterale destro è opera di Giovan Battista Vaccarini.

## Interno
Il tempio presenta un impianto a navata unica. All'interno sono presenti dipinti del settecento, pregevoli marmi e stucchi, la statua del santo, coro e pulpito in legno, la cripta sotto il presbiterio. Dieci finestre e altrettante vele caratterizzano la volta a botte. Nella controfacciata è realizzata una magnifica cantoria lignea dipinta, a destra è incastonato la custodia marmorea dell'olio santo, a sinistra è presente un monumento funebre della famiglia Zirilli Proto del 1862.
Sulla volta della navata è realizzato l'affresco raffigurante San Giacomo condotto al martirio, opera di Scipione Manni del 1761.

### Navata destra
Addossato alla parete prossimo alla controfacciata, un tavolo d'epoca con un simulacro in cartapesta raffigurante la Vergine Maria.
- Prima campata: Altare dell'Annunciazione. Sulla sopraelevazione dell'altare è collocato il dipinto su tela raffigurante l'Annunciazione, opera di Scipio Manni.
- Ingresso laterale destro: varco d'accesso da via Giacomo Medici.
- Seconda campata: Altare della Crocifissione. Sulla sopraelevazione dell'altare è collocato il dipinto su tela raffigurante Gesù Crocifisso ritratto con la Beata Vergine Maria, Santa Maria Maddalena e San Giovanni Evangelista, opera di Scipio Manni.
  - Addossato alla parete è presente il pulpito ligneo con rilievi indorati.
- Terza campata. Nelle immediate adiacenze sono presenti un dipinto e il seggio.

### Navata sinistra
- Prima campata: Altare delle Anime del Purgatorio. Sulla sopraelevazione dell'altare è collocato il dipinto su tela raffigurante la Messa di San Gregorio;.
- Ingresso laterale sinistro: varco d'accesso da via Marina Garibaldi. Presso la porta è collocato un bel paravento dipinto.
- Seconda campata: Altare di San Giacomo. Nella nicchia al centro dell'arcata è collocata la statua in cartapesta policroma raffigurante San Giacomo Maggiore, Nella parte sommitale è realizzato un manufatto in stucco, espressione del Paraclito su raggiera.
- Terza campata. Organo.

Varco sacrestia.

### Presbiterio
Altare maggiore versus absidem in tarsie marmoree policrome sormontato da grande Crocifisso in sostituzione di un preesistente altare ligneo, alle pareti sono addossati gli stalli di coro in basso, dipinti con cornici mistilinee in alto delimitati da cornici in stucco, al centro l'altare versus populum sotto l'arco trionfale con baldacchino retto da sei putti con aquila centrale.

## Cripta
Cripta seicentesca sottostante l'area del presbiterio dove furono seppelliti numerosi combattenti garibaldini del 20 luglio 1860 e del patriota milazzese Matteo Nardi, resti in seguito trasferiti nel 1864 nel grande ossario dell'antico cimitero di San Giovanni.

## Opere
- ?, Sant'Antonio Abate.
- ?, Morte di Sant'Andrea Avellino.
- 1785, Probatica Piscina.
- 1804, San Nicola, dipinto su tela.

## Galleria d'immagini

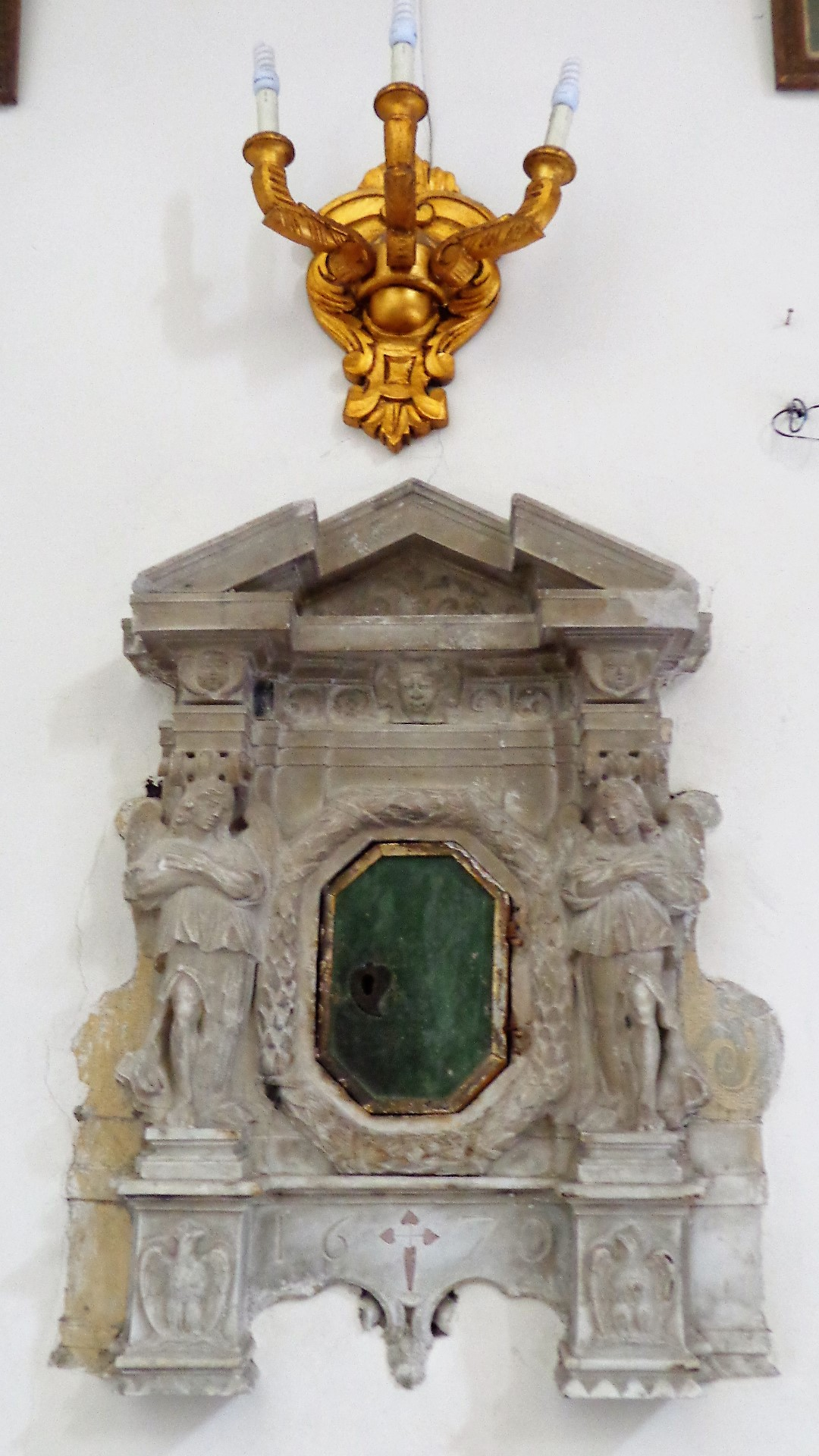
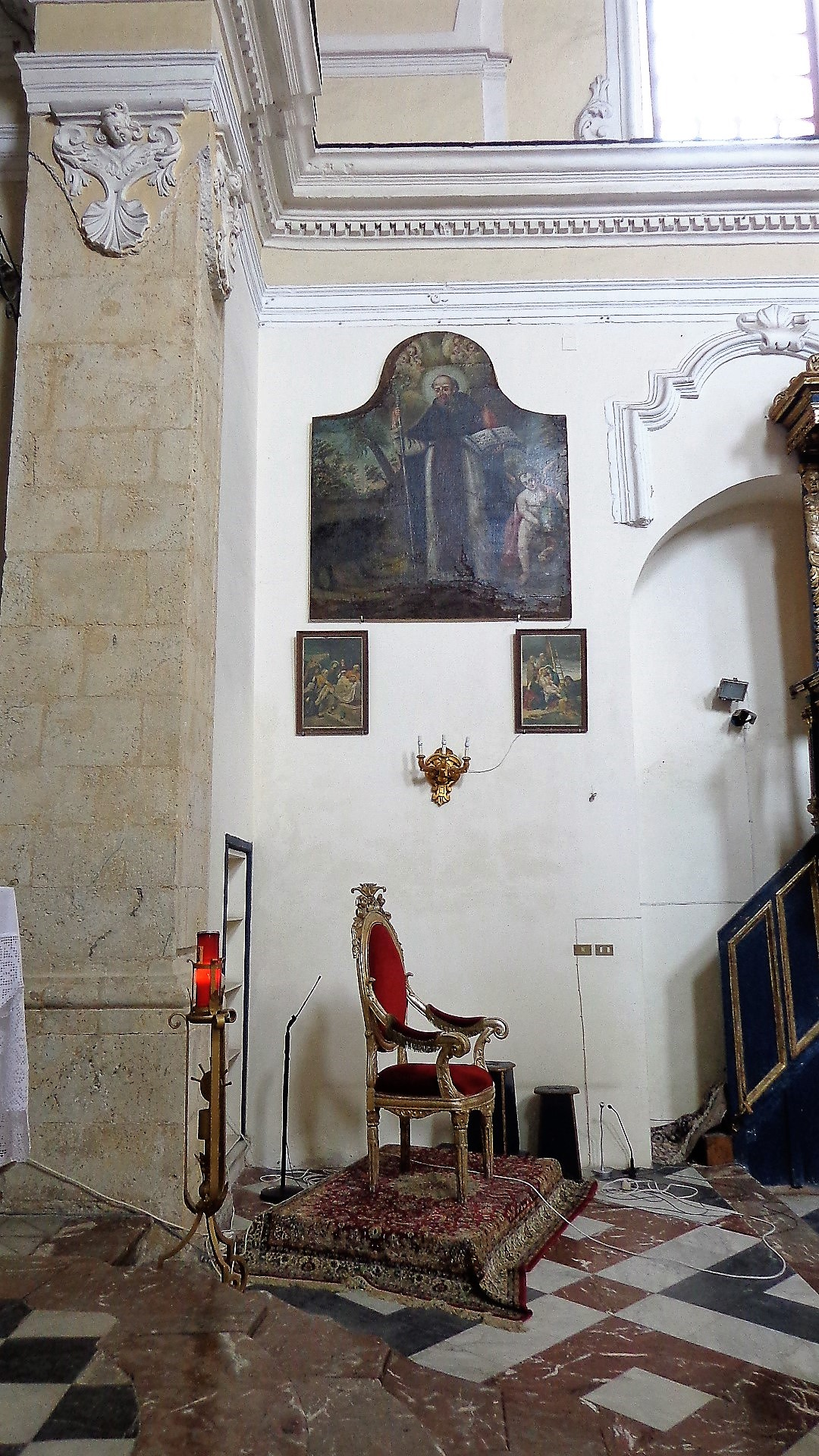
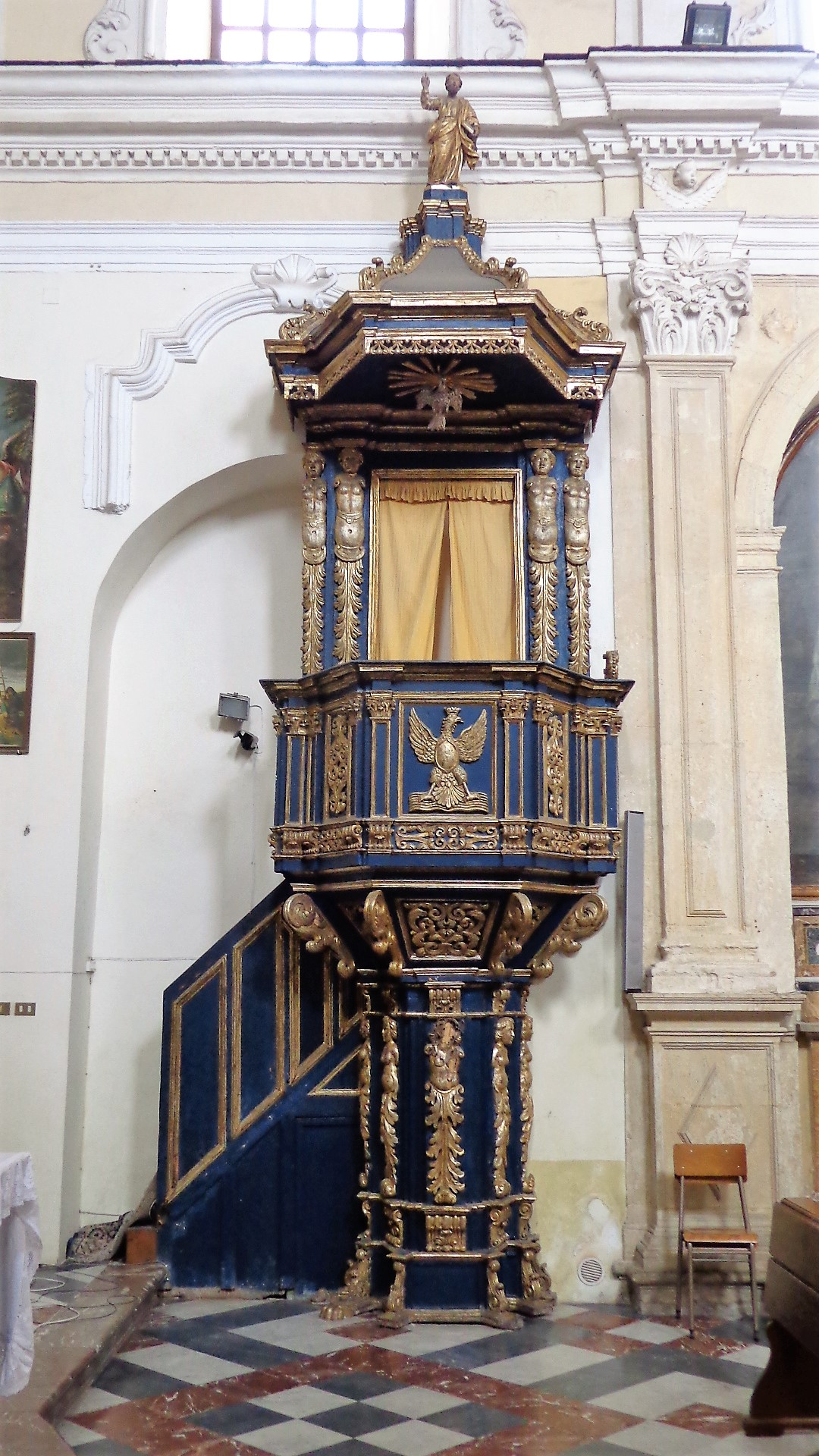
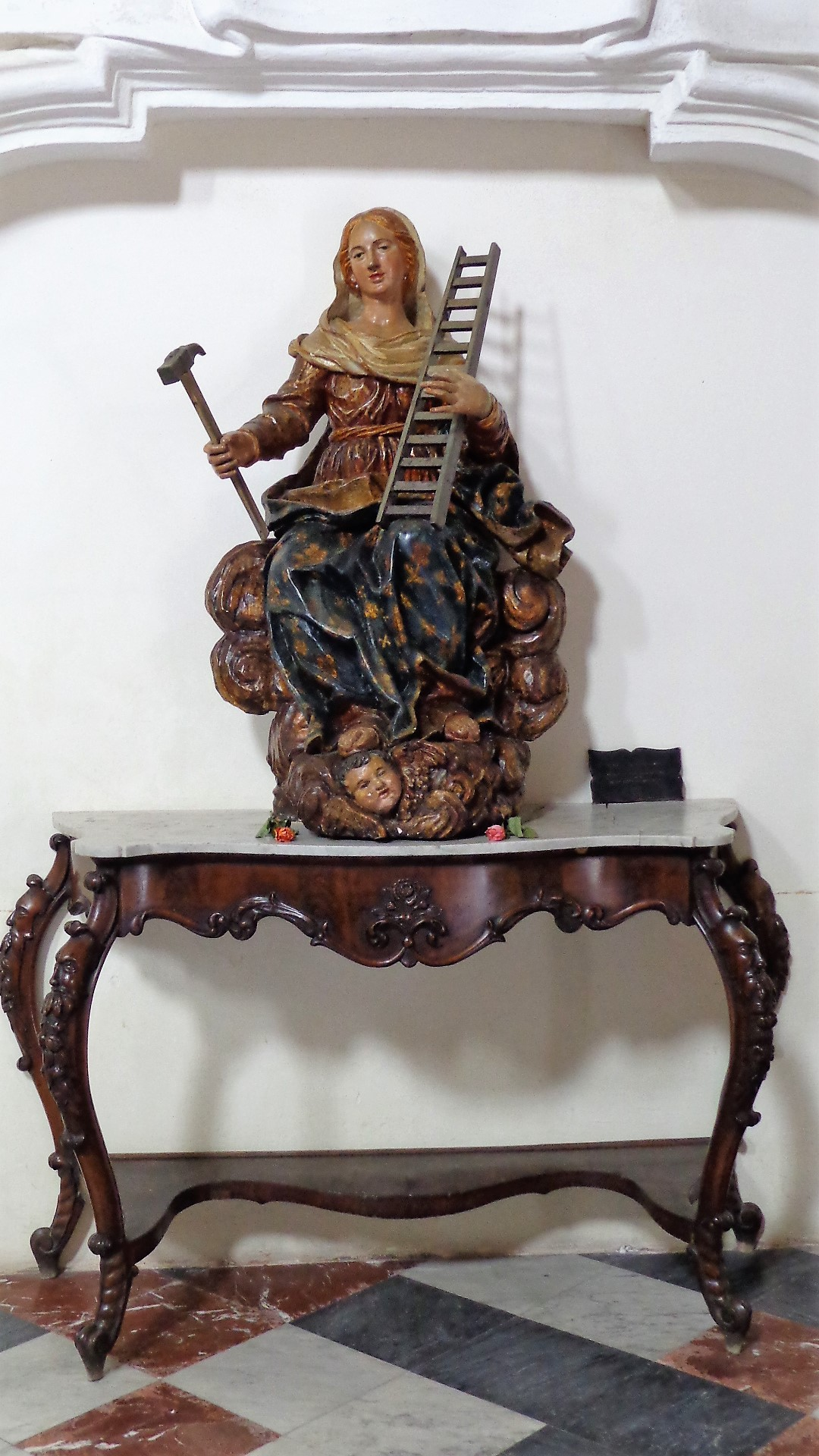
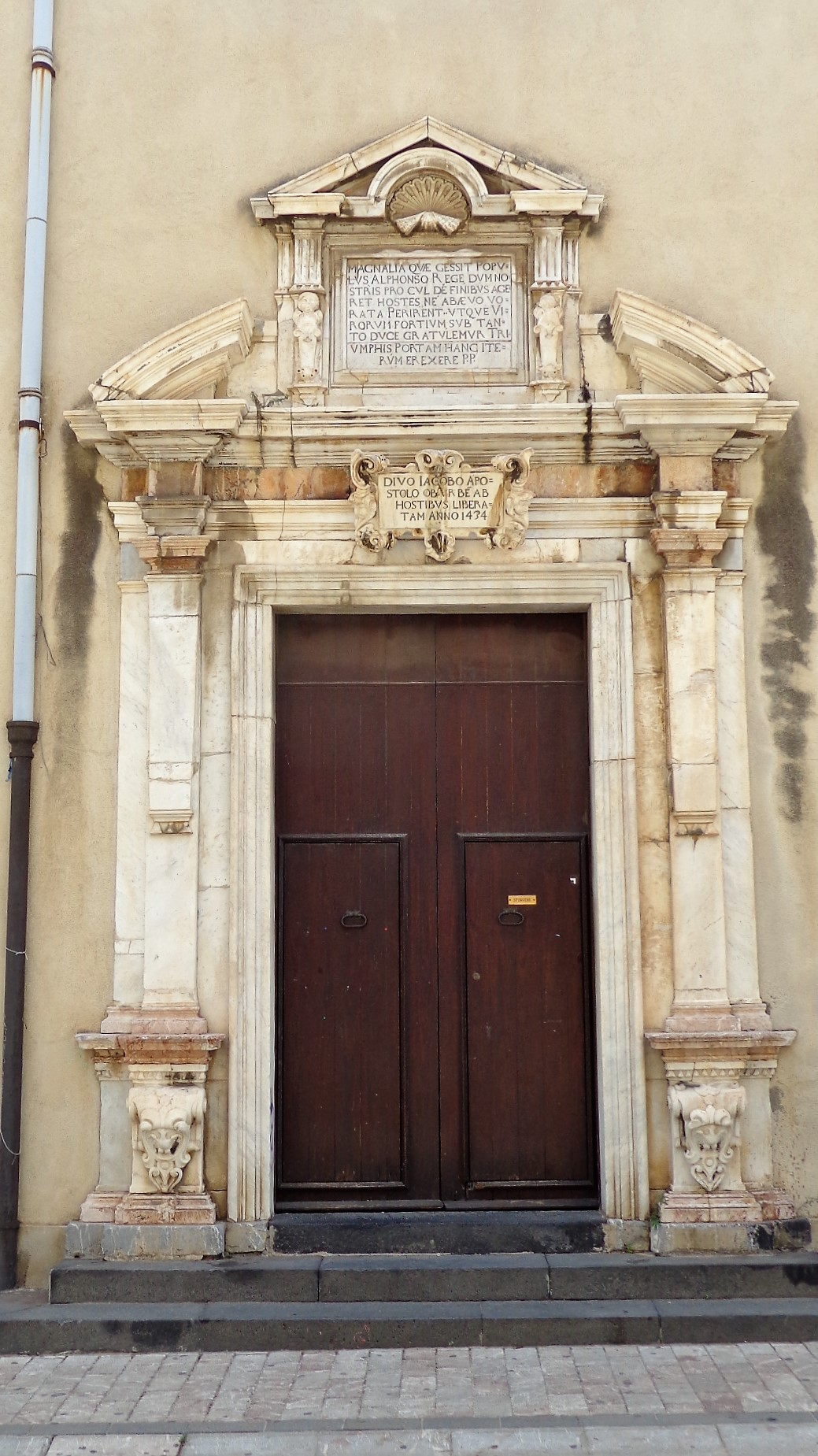